# کاوا مانارا
کاوا مانارا (به ایتالیایی: Cava Manara) یک کومونه در ایتالیا است که در استان پاویا واقع شده‌است. کاوا مانارا ۱۷٫۲۶ کیلومتر مربع مساحت و ۶٬۷۸۴ نفر جمعیت دارد و ۷۹ متر بالاتر از سطح دریا واقع شده‌است.